# Coalición Internacional de Sitios de Conciencia
La Coalición Internacional de Sitios de Conciencia es una red de instituciones ubicadas en diferentes regiones del mundo constituida para relevar y visibilizar la historia a través de los sitios de memoria. Tiene como meta principal llevar adelante programas que estimulan el diálogo acerca de cuestiones sociales prioritarias y promuevan los valores democráticos. Con el desarrollo de redes de acción a nivel local y regional se busca fomentar el compromiso público con cuestiones que atraviesan la memoria histórica de cada país.
La Coalición Internacional de Sitios de Conciencia se encuentra conformada por siete redes regionales en el mundo: África, que reúne al Este, Centro, Occidente y Sur de dicho continente; Asia; Europa; América Latina; Norteamérica; Medio Oriente y África del Norte; y Rusia.

## Historia
La Coalición Internacional de Sitios de Conciencia fue fundada en 1999 por Ruth Abram, fundadora del Museo Lower East Side Tenement. Fue fundada en una conferencia de una semana de duración en Bellagio, en el centro de conferencias de la Fundación Rockefeller en Italia, donde líderes de nueve sitios históricos se reunieron para firmar la declaración fundacional.
Para la Coalición Internacional de Sitios de Conciencia, un sitio histórico tiene un poder único para inspirar la conciencia y la acción de la sociedad, ya sea mediante la representación de un acontecimiento positivo o negativo, o a través de la preservación de un recurso cultural o natural. Al abrir nuevos diálogos sobre problemas contemporáneos desde una perspectiva histórica, los sitios pueden convertirse en un nuevo foro que ocupe un lugar central en la vida cívica y democrática en sus países y en el mundo.

“Más de 185 instituciones de todo el mundo conforman la Coalición Internacional de Sitios de Conciencia. Nuestros miembros son diversos en todo sentido: varían desde sitios históricos establecidos hace mucho tiempo hasta iniciativas de memoria emergentes, recuerdan una gran variedad de historias, y abordan igual variedad de problemas. Pero todas se unen con el compromiso común de conectar el pasado con el presente, la memoria con la acción”.
Coalición Internacional de Sitios de Conciencia

## Organización
La Coalición Internacional de Sitios de Conciencias se encuentra organizada en redes de trabajo distribuidas en diferentes regiones del mundo.  Las redes regionales tienen como objetivo fortalecer  las iniciativas en cada región y reforzar la memoria colectiva del pasado reciente en nombre de los derechos humanos. En la actualidad existen siete redes regionales con más de 200 miembros en 55 países.
- Red de Sitios de Conciencia en África[11]
- Red de Sitios de Conciencia en Asia[12]
- Red de Sitios de Conciencia Europeos[13]
- Red de Sitios de Conciencia Latinoamericanos y del Caribe[14]
- Red de Sitios de Conciencia de MENA[15]
- Red de Sitios de Conciencia Norteamericanos[16]
- Red de Sitios de Conciencia Rusos[17]